# Leinzell

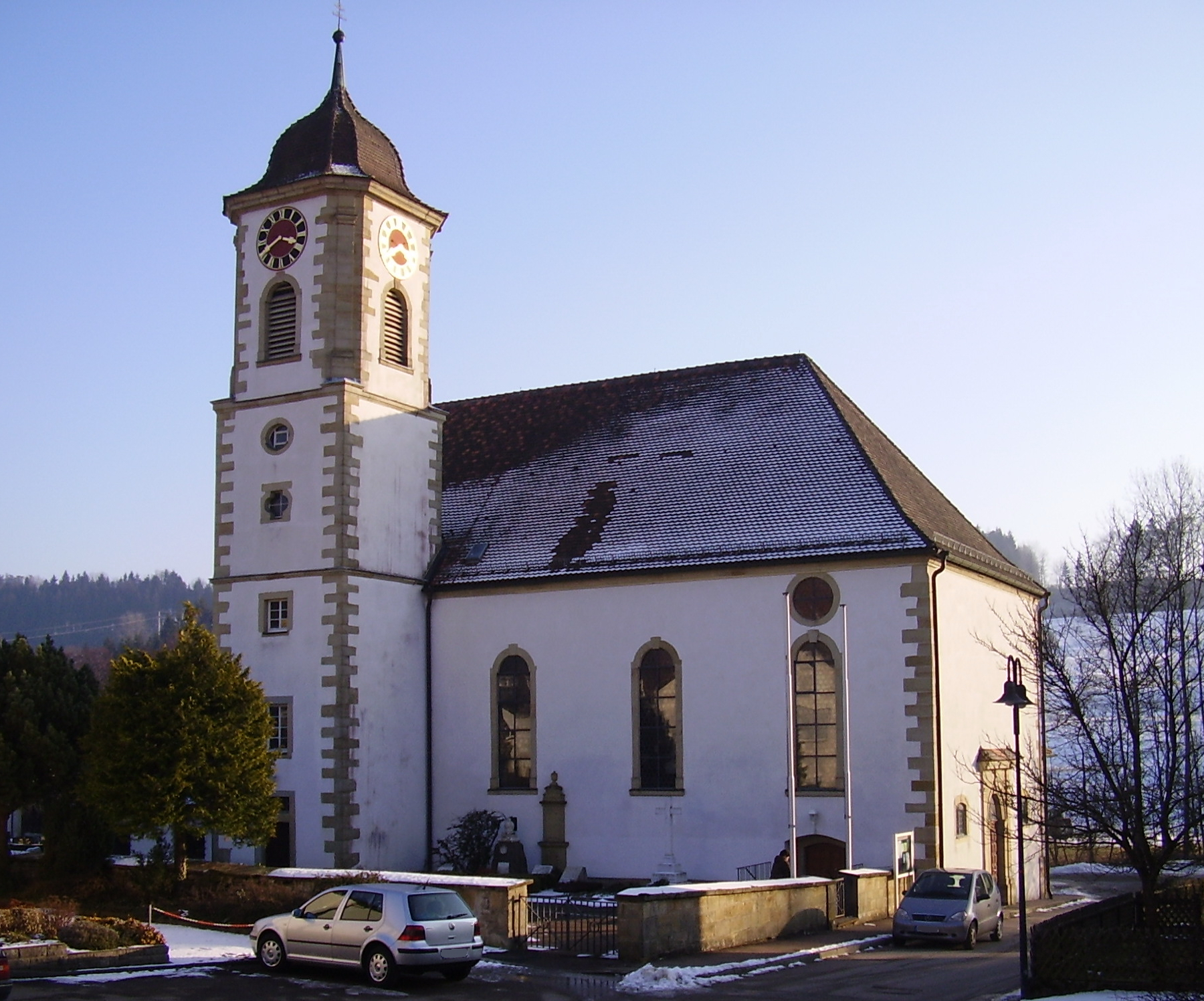
Kościół pw św. Jerzego (St. Georg)

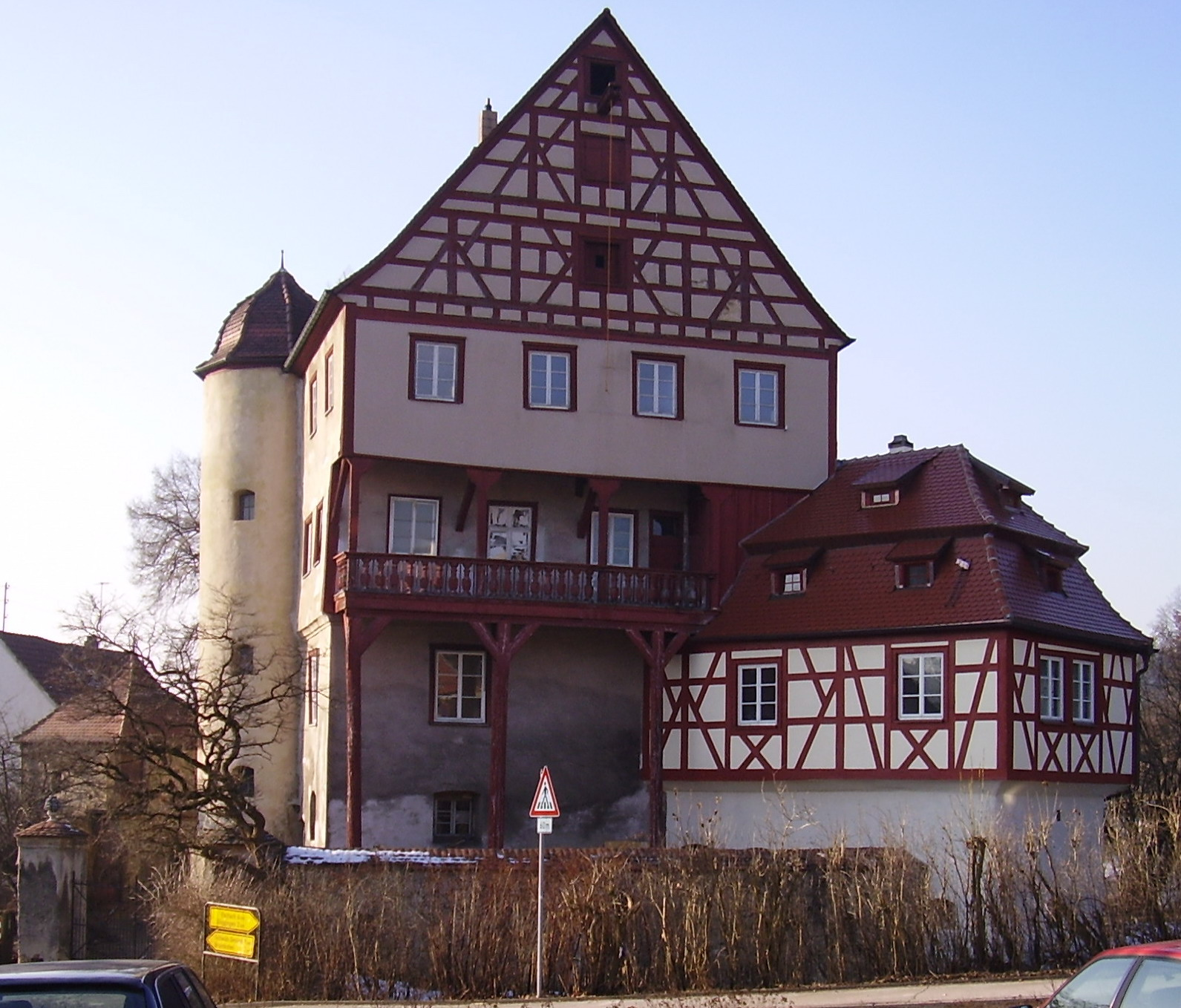
Zamek

Leinzell – miejscowość i gmina w Niemczech, w kraju związkowym Badenia-Wirtembergia, w rejencji Stuttgart, w regionie Ostwürttemberg, w powiecie Ostalb, siedziba związku gmin Leintal-Frickenhofer Höhe. Leży na północnym przedpolu Jury Szwabskiej, nad rzeką Lein, ok. 15 km na zachód od Aalen.